# 林巨樹
林 巨樹（はやし おおき、1924年4月26日 - 2012年1月8日）は、日本の日本語学者。青山学院大学名誉教授。

## 人物
東京生まれ。東京大学文学部国語国文学科卒、青山学院大学助教授、教授、1985年定年退任、名誉教授、帝京大学教授。2000年春、勲三等瑞宝章受勲。2012年1月8日、脳梗塞のため死去。87歳没。

## 著書

### 単著
- 『要点・応用国文法』受験の友社 1955
- 『国文法の新研究』新興出版社啓林館 1963 2版
- 『国語の表記と表現』文化書房博文社 1967
- 『書簡作法』東京堂出版 1973
- 『近代文章研究 文章表現の諸想』明治書院 1976
- 『日本の言の葉』東京書籍 東書選書　1979
- 『手紙文 速く、正しく手紙を書くために』大門出版 1980.5

### 共編著・監修
- 『品詞別日本文法講座』全10巻 鈴木一彦共編 明治書院 1972－1973
- 『国語要説』池上秋彦、西田直敏共著 桜楓社 1977.3
- 『国語史辞典 池上秋彦共編 東京堂出版 1979.9
- 『研究資料日本文法』全10巻 鈴木一彦共編 明治書院 1984－1985
- 『古語林』安藤千鶴子共編 大修館書店 1997.11
- 『大修館全訳古語辞典』安藤千鶴子共編 大修館書店 2001.11
- 『現代国語例解辞典 二色刷 第3版』監修, 小学館辞典編集部 編. 小学館, 2001.1
- 『日本語文法がわかる事典』池上秋彦,安藤千鶴子共編 東京堂出版 2004.4

## 記念論集
- 甲子論集 林巨樹先生華甲記念国語国文論集刊行会 1985.4
- 林巨樹先生古稀記念甲戌論集 武蔵野書院 1996.6